# Nguyễn Thanh Hải (nữ chính khách)
Nguyễn Thanh Hải (sinh ngày 2 tháng 10 năm 1970 tại Hà Nội) là nữ khoa học gia và chính trị gia người Việt Nam. Bà có bằng tiến sĩ vật lý, học hàm phó giáo sư. Bà hiện giữ chức vụ Ủy viên Ủy ban Thường vụ Quốc hội, Chủ nhiệm Ủy ban Công tác đại biểu. Trong Đảng Cộng sản Việt Nam, bà là Ủy viên Ban Chấp hành Trung ương Đảng Cộng sản Việt Nam khoá XIII, Ủy viên Đảng ủy Quốc hội khoá XV, Phó Trưởng ban Ban Tổ chức Trung ương.
Bà từng là Bí thư Tỉnh ủy, Trưởng đoàn Đại biểu Quốc hội Việt Nam khóa 15 nhiệm kì 2021-2026 tỉnh Thái Nguyên, đại biểu quốc hội Việt Nam khóa 14 tỉnh Thái Nguyên (từ ngày 2 tháng 6 năm 2020). Bà nguyên là đại biểu Quốc hội Việt Nam khóa 14 thuộc đoàn đại biểu tỉnh Hòa Bình đại diện cho thành phố Hòa Bình và các huyện Đà Bắc, Lương Sơn, Kim Bôi, Kỳ Sơn (2016–2020)., nguyên Trưởng Ban Dân nguyện Quốc hội Việt Nam khóa 14 (2016–2020), đại biểu Quốc hội Việt Nam khóa 13 tỉnh Hòa Bình, Phó Chủ nhiệm Văn phòng Quốc hội khóa 13, Chủ nhiệm Ủy ban Văn hoá, Giáo dục, Thanh niên, Thiếu niên và Nhi đồng của Quốc hội Việt Nam khóa 13.

## Thân thế
Bà quê quán ở phường Hàng Bài, quận Hoàn Kiếm, thành phố Hà Nội.

## Giáo dục
- 1984–1985 học sinh chuyên Vật lý Trường Trung học phổ thông Việt Đức, Hà Nội.
- 1985–1987: học sinh chuyên Vật lý Trường Trung học phổ thông chuyên Hà Nội – Amsterdam[6] (trường trung học phổ thông chuyên Hà nội – Amsterdam thành lập năm 1985)
- Cử nhân Đại học Sư phạm Hà Nội 1 chuyên ngành Vật lý[3]
- 1994: thạc sĩ[6]
- 1995: Bắt đầu làm nghiên cứu sinh tiến sĩ ngành vật lí lí thuyết tại trường Đại học Sư phạm Hà Nội.[9]
- 1998: tiến sĩ chuyên ngành Vật lý lý thuyết và tính toán[5][10], đề tài "Nghiên cứu tính chất nhiệt động và mođun đàn hồi của kim loại có khuyết tật", 132 trang, bảo vệ năm 1998 ở trường Đại học Sư phạm Hà Nội, người hướng dẫn: PTS. Vũ Văn Hùng, PGS.PTS. Nguyễn Quang Báu.[11]
- 2007: Phó Giáo sư[5]
- Cao cấp lý luận chính trị[5]

## Sự nghiệp khoa học
Năm 1997 - 2009 bà làm giảng viên giảng dạy tại Bộ môn Vật lí lí thuyết, Viện Vật lý kỹ thuật, Trường Đại học Bách khoa Hà Nội, phó trưởng phòng Khoa học - Công nghệ, Đại học Bách khoa Hà Nội. 
Trong đợt công nhận của Hội đồng Chức danh giáo sư nhà nước năm 2007, bà là nữ phó giáo sư trẻ nhất Việt Nam tính đến thời điểm đó.
Bà là bí thư Đoàn Thanh niên Cộng sản Hồ Chí Minh Trường Đại học Bách khoa Hà Nội khóa 29 

## Hoạt động tại Quốc hội
Bà từng kinh qua các chức vụ Phó Giám đốc Học viện Thanh Thiếu niên Việt Nam (thuộc Trung ương Đoàn Thanh niên Cộng sản Hồ Chí Minh), nguyên Phó Chủ nhiệm Văn phòng Quốc hội và Phó Chủ nhiệm Ủy ban Văn hóa, Giáo dục, Thanh thiếu niên và Nhi đồng của Quốc hội.
Tại kỳ họp 11 Quốc hội khóa 13 (4/2016), bà được Quốc hội bầu vào Ủy ban Thường vụ Quốc hội, giữ chức vụ Chủ nhiệm Ủy ban Văn hóa, Giáo dục, Thanh niên, Thiếu niên và Nhi đồng Quốc hội (Việt Nam) thay ông Đào Trọng Thi.
Năm 2016, bà được trung ương đề cử và trúng cử đại biểu quốc hội khóa 14 ở đơn vị bầu cử số 1, tỉnh Hòa Bình, gồm thành phố Hòa Bình và các huyện Đà Bắc, Lương Sơn, Kim Bôi, Kỳ Sơn với tỉ lệ 77,14% số phiếu (cùng với đại biểu Bùi Thu Hằng, sinh năm 1971, và Nguyễn Tiến Sinh, sinh năm 1968).
Tại kỳ họp 1 Quốc hội khóa 14 (7/2016), bà được Quốc hội bầu vào Ủy ban Thường vụ Quốc hội, giữ chức vụ Trưởng ban Dân nguyện thuộc Ủy ban Thường vụ Quốc hội.
Ngày 2 tháng 6 năm 2020, Chủ tịch Quốc hội Nguyễn Thị Kim Ngân đã thay mặt Ủy ban thường vụ Quốc hội Việt Nam khóa 14 kí Nghị quyết số 955/NQ-UBTVQH14 về việc chuyển sinh hoạt Đoàn đại biểu Quốc hội đối với bà Nguyễn Thanh Hải từ đoàn đại biểu tỉnh Hòa Bình về đoàn đại biểu tỉnh Thái Nguyên do trước đó bà Hải có đơn xin chuyển sau khi bà được điều động làm Bí thư Tỉnh ủy Thái Nguyên.
Ngày 11 tháng 6 năm 2020, Quốc hội Việt Nam khóa 14 đã thông qua Nghị quyết về việc phê chuẩn miễn nhiệm chức vụ ủy viên Ủy ban Thường vụ Quốc hội đối với bà Nguyễn Thanh Hải.
Ngày 12 tháng 6 năm 2020, Ủy ban thường vụ Quốc hội ban hành Nghị quyết số 960/NQ-UBTVQH14 về việc phê chuẩn bà làm Trưởng đoàn Đại biểu Quốc hội Việt Nam khóa 14 tỉnh Thái Nguyên căn cứ vào Biên bản bầu Trưởng Đoàn đại biểu Quốc hội tỉnh Thái Nguyên ngày 8 tháng 6 năm 2020 và Tờ trình số 368/TTr-BCTĐB ngày 11/6/2020 của Ban Công tác đại biểu Quốc hội.
Ngày 25 tháng 6 năm 2024, với đa số đại biểu Quốc hội có mặt tán thành, Quốc hội đã thông qua nghị quyết về việc bầu Bí thư Tỉnh ủy Thái Nguyên Nguyễn Thanh Hải làm Ủy viên Ủy ban Thường vụ Quốc hội. Sau khi có kết quả bầu bà Nguyễn Thanh Hải giữ chức Ủy viên Ủy ban Thường vụ Quốc hội, Chủ tịch Quốc hội Trần Thanh Mẫn đã ký ban hành Nghị quyết số 1075/NQ-UBTVQH15 về việc bổ nhiệm chức vụ Trưởng Ban Công tác đại biểu Quốc hội thuộc Ủy ban Thường vụ Quốc hội khóa XV. Theo đó, Ủy ban Thường vụ Quốc hội bổ nhiệm bà Nguyễn Thanh Hải, Ủy viên Trung ương Đảng khóa XIII, Ủy viên Ủy ban Thường vụ Quốc hội khóa XV giữ chức Trưởng Ban Công tác đại biểu.

## Hoạt động trong Đảng Cộng sản Việt Nam
Bà gia nhập Đảng Cộng sản Việt Nam vào ngày 7 tháng 10 năm 2002.
Bà từng giữ chức vụ Bí thư Đảng ủy Học viện Thanh Thiếu niên Việt Nam.
Bà nguyên là ủy viên Đảng đoàn Quốc hội khoá XIV.
Ngày 26 tháng 1 năm 2016, tại Đại hội đại biểu toàn quốc lần thứ 12 của Đảng Cộng sản Việt Nam, bà được bầu làm ủy viên Ban Chấp hành Trung ương Đảng Cộng sản Việt Nam khóa 12 nhiệm kì 2016-2021.
Ngày 23 tháng 5 năm 2020, Trưởng ban Tổ chức Trung ương Đảng Cộng sản Việt Nam khoá XII Phạm Minh Chính đã trao quyết định của Bộ Chính trị Ban Chấp hành Trung ương Đảng Cộng sản Việt Nam khoá XII điều động, chỉ định bà giữ chức vụ Bí thư Tỉnh ủy Thái Nguyên.
Ngày 30 tháng 1 năm 2021, tại Đại hội đại biểu toàn quốc lần thứ 13 của Đảng Cộng sản Việt Nam, bà tiếp tục được bầu làm ủy viên Ban Chấp hành Trung ương Đảng Cộng sản Việt Nam khóa 13 nhiệm kì 2021-2026.

## Công trình khoa học

### Bài báo
- Van Hung V, Hai NT, Investigation of the Melting Temperature of Metal at Various Pressures, Journal of the Physical Society of Japan, Volume 66, Issue 11, Page 3499-3501, 1997.[21]
- Vu Van Hung, Nguyen Thanh Hai, Nguyen Quang Bau, "Investigation of the Thermodynamic Properties of Anharmonic Crystals with Defects by the Moment Method", Journal of the Physical Society of Japan Vol. 66 (1997) No. 11 P 3494-3498, 1997.[22]
- "Tính toán tính chất nhiệt động của kim loại khi sử dụng dạng thế EAM",[6]

## Giải thưởng
- 6 lần được Trung ương Đoàn Thanh niên Cộng sản Hồ Chí Minh tặng bằng khen
- Giải "Phụ nữ tài năng toàn quốc thời kỳ đổi mới" do Hội Liên hiệp phụ nữ Việt Nam trao tặng (năm 2007)[9]
- Kỷ niệm chương "Vì thế hệ trẻ" với nhiều thành tích đóng góp cho công tác đoàn trên cương vị Bí thư Đoàn trường Đại học Bách Khoa Hà Nội (năm 2007)[9]
- Huân chương Lao động Hạng Ba do Chủ tịch nước Cộng hoà xã hội chủ nghĩa Việt Nam tặng năm 2020
- Huân chương Tự do hạng Nhì của nước Cộng hòa Dân chủ Nhân dân Lào năm 2023

## Gia đình
Bà đã lập gia đình và có hai con gái.